# Pungluang Sor Singyu
Pungluang Sor Singyu est un boxeur thaïlandais né le 16 avril 1988 à Uthai Thani.

## Carrière
Passé professionnel en 2004, il remporte le titre vacant de champion du monde des poids coqs WBO le 20 octobre 2012 après sa victoire au 9e round contre AJ Banal. Sor Singyu perd cette ceinture WBO dès le combat suivant en s'inclinant aux points le 2 mars 2013 contre le namibien Paulus Ambunda puis la remporte à nouveau le 7 août 2015 en mettant KO au second round Ryo Akaho. Le 12 février 2016, il conserve son titre en battant par décision technique au 7e round Jetro Pabustan avant de le perdre une seconde fois le 27 juillet 2016 en s'inclinant par KO au 11e round contre le boxeur philippin Marlon Tapales.